# La Fabbrica delle Nuvole
La Fabbrica delle Nuvole è il secondo album dei Maxophone pubblicato nel 2017, a distanza di 41 anni dal primo e a lungo unico long playing della band.
Il disco uscì ad un lustro di distanza dalla morte del poeta Roberto Roversi, autore di tutti i testi dell'album.

## Tracce
1. Un ciclone sul Pacifico
2. Perdo il colore blu
3. Il passo delle ore
4. La fabbrica delle nuvole
5. La luna e la lepre
6. Estate ’41
7. Nel fiume dei giorni i tuoi capelli
8. Il matto e l’aquilone
9. Le parole che non vi ho detto